# Spanska mästerskapet i Roadracing 2003
Spanska mästerskapet i Roadracing 2003 kördes över 7 deltävlingar.

## Formula Extreme
| Plats | Förare               | Poäng |
| ----- | -------------------- | ----- |
| 1     | David de Gea         | 121   |
| 2     | José Luis Cardoso    | 120   |
| 3     | José Oriol Fernández | 94    |
| 4     | David Tomás          | 90    |
| 5     | Josep Sarda          | 68    |

## Supersport
| Plats | Förare          | Poäng |
| ----- | --------------- | ----- |
| 1     | Iván Silva      | 143   |
| 2     | Raúl Jara       | 115   |
| 3     | Javier Fores    | 103   |
| 4     | Víctor Carrasco | 95    |
| 5     | Daniel Piñera   | 61    |

## 125cc
Álvaro Bautista, som 2006 skulle bli världsmästare i klassen vann.

### Slutställning
| Plats | Förare           | Poäng |
| ----- | ---------------- | ----- |
| 1     | Álvaro Bautista  | 161   |
| 2     | Sergio Gadea     | 82    |
| 3     | Manuel Hernández | 64    |
| 4     | Ismael Ortega    | 64    |
| 5     | Jordi Carchano   | 49    |